# Слоцене
Сло́цене (латыш. Slocene) — река в Латвии в северо-западной части Земгале, впадающая в озеро Каниерис. Верховья реки также называют «Вежупе», а протоку между озёрами Валгумс и Каниерис — «Пулкайне». В исторических источниках встречаются также названия «Слока» и «Слоце». Исток реки находится на границе Тумской и Дегольской волостей. Слоцене протекает по территории Тукумского края, через город Тукумс, через озеро Валгумс и впадает в озеро Каниерис. Длина реки — 44 км.
Река образовалась около 12 000—13 000 лет назад, во время отступления последних ледников. В конце ледникового периода течение реки имело обратное направление — с востока на запад, и Слоцене, наряду с Абавой, была самой крупной рекой на территории современной Латвии. На стадии образования река имела ледовое ложе, именно тогда образовались террасы, наблюдаемые сегодня.
В исторических источниках впервые упоминается в 1255 году в связи с неким спором между Ливонским орденом и жителями Риги. В 1480 году Слоцене упомянута как граница между Курземе и Земгале. Ещё во времена существования Герцогства Курляндия река была судоходной. В разное время и в разных местах на реке устраивались водяные мельницы. В начале XX века был вырыт канал, соединяющий озеро Каниерис с Рижским заливом, и с тех пор Слоцене заканчивается в озере Каниерис, однако раньше река протекала через озёра Каниерис, Дуниерис и Слокас и впадала в реку Лиелупе. Протока от озера Дуниерис до Лиелупе сохранилась до сих пор под названием Вецслоцене.
В 2014 году на Слоцене производили электроэнергию две ГЭС, находящиеся близ Милзкалне и Смарде. С возведением ГЭС возле Милзкалне возродили Шлокенбекское озеро. Во многих местах Слоцене используют как место для купания. Некогда в Тукумсе было искусственное озеро, наполнявшееся водой из Слоцене. Озеро исчезло после подрыва запруды во время Второй мировой войны и в наши дни предпринимаются попытки его возродить.
Важнейшие притоки: Скуйупите, Вашлея.